# Gnathodicrus
Gnathodicrus là một chi bọ cánh cứng trong họ 
Elateridae.
Chi này được miêu tả khoa học năm 1934 bởi Fleutiaux.

## Các loài
Các loài trong chi này gồm:
- Gnathodicrus babai Kishii, 1991
- Gnathodicrus cangshanensis Schimmel & Tarnawski, 2006
- Gnathodicrus erberi Schimmel & Tarnawski, 2006
- Gnathodicrus francki Fleutiaux, 1934
- Gnathodicrus fujianensis Schimmel & Tarnawski, 2006
- Gnathodicrus jaroslavi Schimmel & Tarnawski, 2006
- Gnathodicrus kubani Schimmel & Tarnawski, 2006
- Gnathodicrus kucerai Schimmel & Tarnawski, 2006
- Gnathodicrus lizipingensis Schimmel & Tarnawski, 2006
- Gnathodicrus perpendicularis (Fleutiaux, 1918)
- Gnathodicrus platiai Schimmel & Tarnawski, 2006
- Gnathodicrus sichuanensis Schimmel & Tarnawski, 2006
- Gnathodicrus tonkinensis (Fleutiaux, 1918)
- Gnathodicrus vitalisi (Fleutiaux, 1918)
- Gnathodicrus xingshanensis Schimmel & Tarnawski, 2006
- Gnathodicrus yunnanensis Schimmel & Tarnawski, 2006